# IV Korpus Armijny (grecki)
IV Korpus Armijny (Δ΄ Σώμα Στρατού trb. D΄ Soma Stratu trl. D΄ Sṓma Stratou) – związek taktyczny (korpus) Greckich Sił Zbrojnych.
Korpus powstał w grudniu 1914 w Kawali w celu ochrony ziem przyłączonych do Grecji po wojnach bałkańskich. Podczas I wojny światowej zamieszanie w wewnętrznej polityce Grecji oraz brak łączności z dowództwem spowodował dobrowolne poddanie się w niewolę Bułgarom całego korpusu (ponad 6000 osób) wraz z uzbrojeniem. Korpus został przewieziony do Görlitz i zakwaterowany tam jako „goście rządu niemieckiego”.
Po I wojnie przemianowano korpus na Armię Tracką. W listopadzie 1940 podczas wojny grecko-włoskiej ponownie został przemianowany na Wschodniomacedońską Grupę Armii.
W 1976 został gruntownie przebudowany i jest obecnie jednym z głównych trzonów armii greckiej.